# Santa Maria di Licodia
Santa Maria di Licodia är en ort och kommun i storstadsregionen Catania, innan 2015 provinsen Catania, i regionen Sicilien i sydvästra Italien. Kommunen hade 7 691 invånare (2017).